# مايكل ماير (دي جي)
مايكل ماير (بالإنجليزية: Michael Mayer)‏  (و. 1971  م) هو دي جي، ومنتج أسطوانات، وملحن ألماني، ولد في الغابة السوداء.

## روابط خارجية
- مايكل ماير على موقع ميوزك برينز (الإنجليزية)
- مايكل ماير على موقع أول ميوزيك (الإنجليزية)
- مايكل ماير على موقع ديسكوغز (الإنجليزية)